# Джованні П'єтро Франческо де Солданіс
Джованні П'єтро Франческо Аріус де Солданіс (мальт. Ġan Piet Franġisk Agius de Soldanis, 30 жовтня 1712 року — 30 січня 1770 року), — мальтійський лінгвіст, історик та священик з острова Гозо. Автор першого лексикону та систематичної граматики мальтійської мови, перший бібліотекар Публічної бібліотеки, попередника Національної бібліотеки Мальти.

## Біографія
Де Солданіс народився 30 жовтня 1712 року у Рабаті, острів Гоцо, у сім'ї Андреа Гагія та Валенсії Султани. Наступного дня його охрестили у парафіяльній церкві Святого Георгія. Він народився Джованні П'єтро Франческо Агієм, але згодом до свого імені він додав де Солданіса, латинізовану версію прізвища матері Султана, і зараз він широко відомий під цим іменем.

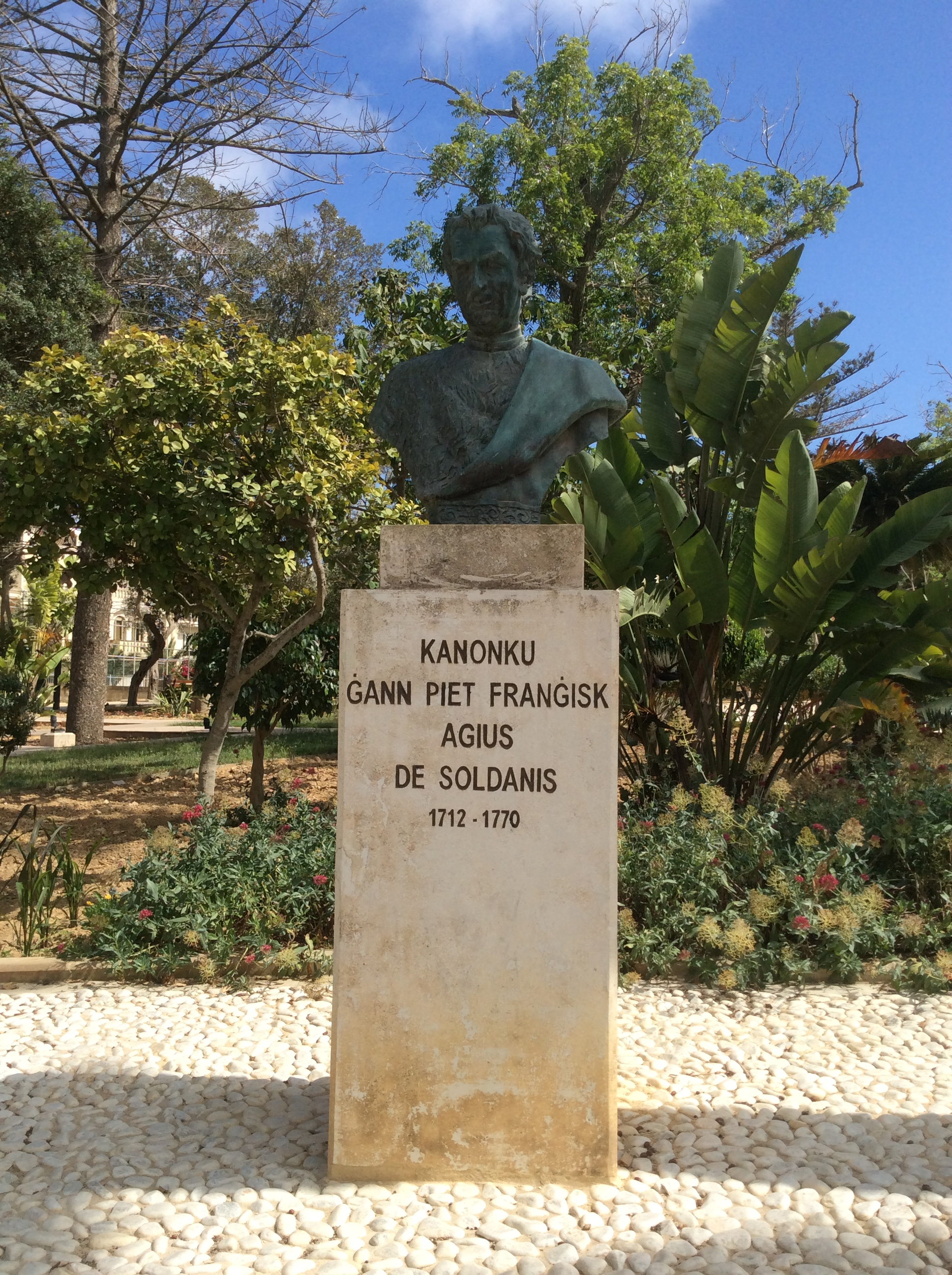
Пам'ятник де Солданіс у саду Вілла Рундл у місті Вікторія, Гоцо

Де Солданіс отримав приватну освіту від монаха-капуцина в монастирі Богоматері Грацій. Згодом вивчав літературу, філософію, теологію та право в колегіумі у Валлетті. Де Солданіс був призначений каноніком Гоцо Матріче єпископом Павлом Альфераном де Буссаном в 1729 році. Був висвячений на священика через шість років у 1735 році
У 1753 році він був призначений офіційним проповідником Адвенту та Великих проповідей у Матриці, що вважалося привілейованим становищем. Завдяки впливу брата єпископа Де Солданіс подорожував по Італії та Франції в 1750-х роках. У цей час він навчався в Падуанському університеті і здобув вищу юридичну освіту.
У 1758 році де Солданіс повернувся в Гоцо, але переїхав на материк Мальти в 1763 році, коли лицар Луї Герен де Тенчин обрав його першим бібліотекарем Публічної бібліотеки у Валлетті, попередника Національної бібліотеки Мальти.

## Творчість
Де Солданіс цікавився історією, культурою, археологією та мальтійською мовою. У його будинку була велика бібліотека та музей, в якому знаходились різні старі монети та медалі, написи, кераміка та статуї. Він написав декілька рукописів багатьма мовами, зокрема мальтійською, італійською та французькою. Деякі свої твори він опублікував у Римі, Неаполі, Венеції та Авіньйоні, але ніколи нічого не видавав на Мальті, оскільки на той час друкарні не було.
Окрім вивчення мальтійської мови, де Солданіс також писав праці, що стосуються історії, археології та інших тем, пов'язаних з Мальтою та Гозо. Його двотомний рукопис, присвячений історії Гоцо, був завершений у 1746 році. Рукопис послужив основою для подальших досліджень Гоцо, але він залишався неопублікованим до 1936 року.
У 1751 р. Де Солданіс опублікував на Мальті книгу про змову рабів. У ній він напав на орден Святого Іоанна і відстоював права мальтійців. Де Солданіс повинен був поїхати до Риму, щоб захищатися перед папою Бенедиктом XIV, але він повернувся на Мальту в 1752 р. і був прощений.
Де Солданіс також написав низку діалогів, які зараз вважаються такими, що мають мовне та соціально-культурне значення.
Багато рукописів Де Солданіса зараз знаходяться в Національній бібліотеці Мальти.

## Пам'ять

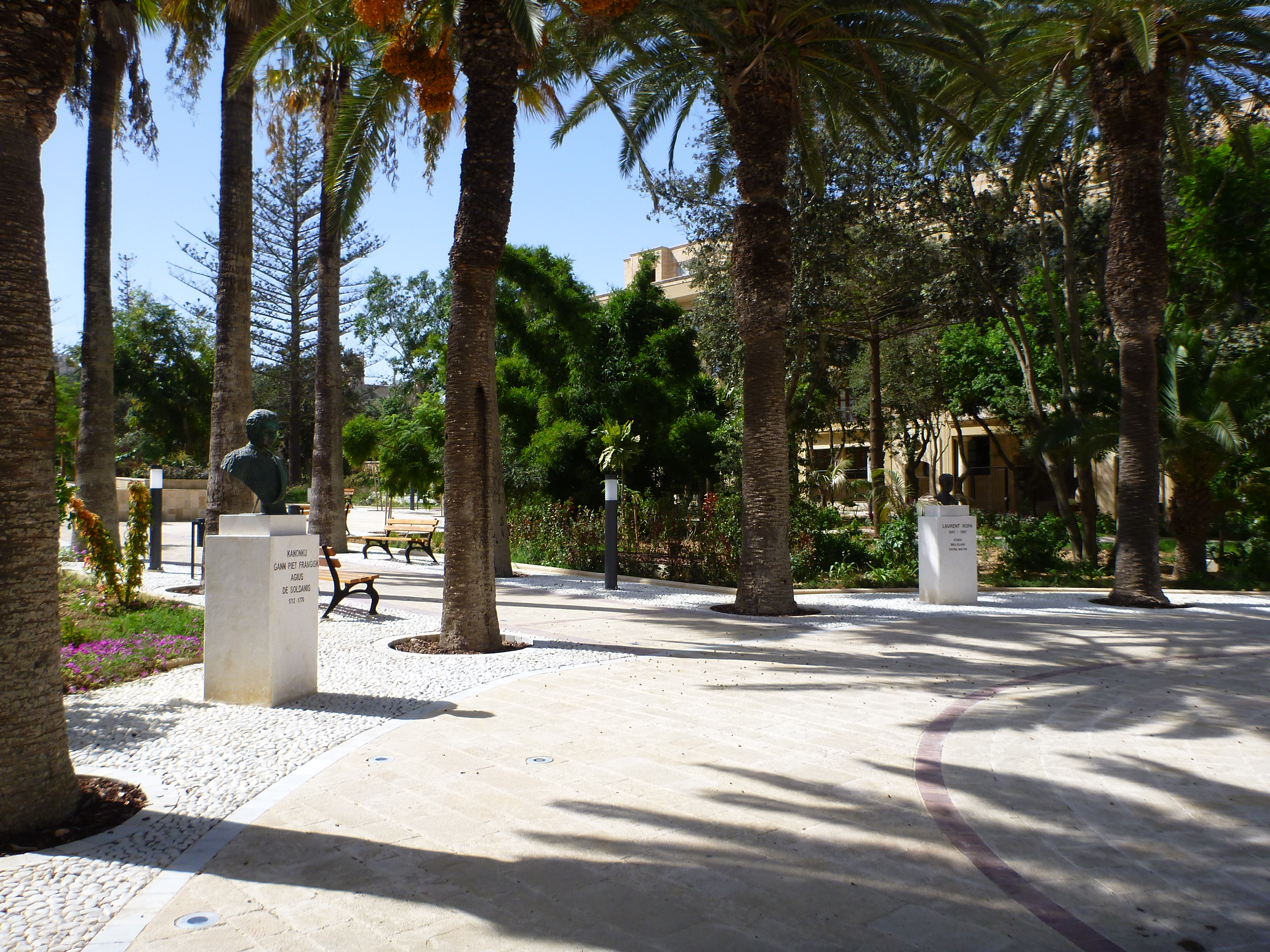
Бюст де Солданіса (ліворуч) у саду Вілла Рундл

На честь де Солданіса названий ліцей та середня школа дівчат імені Агія де Солданіса у Вікторії, Гозо, єдина жіноча школа на Гозо та одна з найбільших шкіл на Мальті. Його погруддя встановлено у саду Вілла Рундл у місті Вікторія.
300-річчя від дня народження де Солданіса відзначали у 2012 році виставками та іншими заходами у Вікторії та Валетті. Дошка на його честь була відкрита на площі Святого Георгія, місто Вікторія, в 2013 році.